# Doctor Who
Doctor Who är en brittisk science fiction-TV-serie som startade 1963 och produceras av BBC. Programmet skildrar en mystisk utomjordisk tidsresenär som kallas för Doktorn (engelska The Doctor) och hens äventyrliga resor i rums- och tidsfarkosten Tardis vars exteriör ser ut som en blå 1960-talspoliskiosk. Tillsammans med sina medresenärer utforskar doktorn tid och rum, löser diverse problem och möter monster. Serien blandar friskt genrerna äventyr, science fiction, humor och skräck. Den senaste Doktorn spelades av Ncuti Gatwa.

## Historik
TV-serien är noterad i Guinness rekordbok som den äldsta science fiction-TV-serien i världen och är också en betydande del av den brittiska populärkulturen. Serien är känd för sina fantasifulla berättelser, kreativa lågbudgetspecialeffekter under de ursprungliga åren och dess banbrytande användning av elektronisk musik (ursprungligen producerat av BBC Radiophonic Workshop). I Storbritannien och på andra håll har serien fått kultstatus bland dem som växte upp med serien och har påverkat generationer av människor som arbetar inom den brittiska TV-världen. Doctor Who har fått erkännande från kritiker och allmänhet som ett av de främsta brittiska TV-programmen, bland annat erhöll serien en BAFTA för bästa dramaserie 2006.
Programmet sändes ursprungligen mellan åren 1963 och 1989 varefter serien lades ner efter 26 säsonger. Efter ett misslyckat försök att återuppliva serien med en TV-film år 1996 återlanserades den framgångsrikt 2005. Doctor Who produceras nu av BBC Wales i Cardiff. En del av finansieringen av den nya serien kommer från medproducenten Canadian Broadcasting Corporation (CBC). Doctor Who har också gett upphov till flera avknoppningar, inklusive de nuvarande TV-serierna Torchwood, The Sarah Jane Adventures och Class, samt ett enda pilotavsnitt av K-9 and Company från 1981.
Seriens ledande huvudrollsinnehavare, "Doktorn", har sedan starten porträtterats av inte mindre än tretton olika skådespelare. Övergången från en skådespelare till en annan är inskriven i seriens intrig som en form av regenerering och de olika rollerna behandlas ofta som distinkta från varandra i den mån att i vissa avsnitt kan de olika inkarnationerna genom tidsresor möta varandra och arbeta tillsammans. 
Den nya serien som började sändas 2005 inleddes med Christopher Eccleston i rollen som den nionde Doktorn, följt av ett byte samma år till David Tennant som den tionde Doktorn. Ett extra julavsnitt med titeln "The Next Doctor" sändes under 2008 och följdes av ytterligare fyra specialavsnitt under 2009 och början av 2010. Tennant lämnade serien efter de fyra specialavsnitten.
Den elfte Doktorn porträtterades av Matt Smith. Som följeslagare hade han den unga Amy Pond spelad av Karen Gillan, och från slutet av säsong 5 även hennes make Rory Williams spelad av Arthur Darvill. Den tolfte doktorn, spelad av Peter Capaldi, introducerades i julavsnittet 2013 och tog 2014 över i säsong 8. Clara Oswald, spelad av Jenna Coleman, som introducerades i sjunde säsongen var hans följeslagare fram till säsong 9 där hon lämnade serien. Säsong 10 började sändas våren 2017 med Peter Capaldi i rollen som Doktorn och Pearl Mackie i rollen som Bill Potts och Matt Lucas i rollen som Nardole, hans två följeslagare.
Den 7 oktober 2018 sändes första avsnittet av TV-seriens 11:e säsong, där Jodie Whittaker officiellt tog över rollen som Doktorn. Hon är därmed den första kvinnliga skådespelaren att inneha rollen. Hennes tre följeslagare från och med andra episoden på säsongen är Ryan Sinclair (Tosin Cole) och Graham (Bradley Walsh) som var med fram tills säsong 12 och Yasmin 'Yaz' Khan (Mandip Gill) som var med till slutet av säsong 13. I säsong 13 får Doktorn en till följeslagare vid namn Dan Lewis (John Bishop).
Den 25 november 2023 sändes det första avsnittet med David Tennant i rollen som den fjortonde Doktorn tillsammans med Catherine Tate som återvände i rollen som Donna Noble. Han spelade rollen temporärt i tre specialavsnitt för att fira seriens 60-årsjubileum. Detta markerade även första gången som ett avsnitt släpptes internationellt samtidigt som Storbritannien tack vare ett samarbete med Disney+ som ger de distrubritionsrättigheterna för serien utanför Storbritannien och Irland. Det avslutande avsnittet släpptes den 9 december 2023. Ncuti Gatwa tog sen över rollen som Doktorn. Det första avsnittet med honom jämsides den nya följeslagaren Ruby Sunday spelad av Millie Gibson släpptes den 25 december 2023.

## Seriens upplägg och kännetecken
Den klassiska serien (1963–1989) sändes i 25-minutersavsnitt, som oftast bildade längre äventyr på mellan två och tio sammanhängande avsnitt, dock vanligen fyra eller sex. Under en period på 1980-talet bestod serien istället av 45-minuters episoder, innan man snabbt återgick till 25-minutersupplägget. Budgeten var låg, och scenografin och effekterna därefter, även om Doctor Who under 1970- och 1980-talen låg i framkant kring utvecklande av film-tekniker och specialeffekter i brittisk TV. Det som utmärkt serien är att man oftast satsat på etablerade och skickliga skådespelare i rollen som Doktorn, och äventyren var periodvis överraskande välskrivna.
Från första början har Doktorn tagit sig an olika följeslagare som rest omkring med hen i tid och rum. Dessa följeslagare har ofta, men inte alltid, varit människor från vår egen tid, och var ofta, men inte alltid, unga attraktiva kvinnor. Dock har Doktorn oftast intagit en farbroderlig roll och har väldigt sällan varit romantiskt involverad med sina följeslagare.
Typiskt för serien är dess skräckartade inslag, med mer eller mindre övertygande monster. Det är också förvånande många som dör i varje avsnitt. Serien var gjord för barn, men många som växt upp med den har berättat att de satt "bakom soffan" och tittade på den. Den var oerhört populär och sågs av hela familjen. Doctor Who är sedan länge ikonisk i den brittiska populärkulturen.
Den nya serien sänds i 50-minutersavsnitt (tidigare 45 minuter), som vart och ett skildrar ett avslutat äventyr, med undantag för några dubbelavsnitt. För att gå hem hos en modern publik har man satsat mycket mer på effekter och musik, samtidigt som man behållit många av de gamla principerna och inslagen, vilket gör nya Doctor Who till en serie som tilltalar de gamla fansen samtidigt som den står sig i den internationella konkurrensen.
I den nya Doctor Who-serien går man också in djupare på relationen mellan Doktorn och hans följeslagare.

## Avsnitt
Ursprungligen visades 26 säsonger av Doctor Who på BBC One från den 23 november 1963 till den 6 december 1989. Under dessa ursprungliga säsonger ingick varje veckas avsnitt i en berättelse som vanligtvis bestod av fyra till sex avsnitt de första åren och tre till fyra avsnitt under senare år. Till undantagen hör den episka The Daleks' Master Plan som visades i tolv avsnitt (plus avsnittet Mission to the Unknown utan någon av den vanliga rollbesättningen), tre berättelser från säsong 7 på vardera 7 avsnitt, berättelsen The War Games som bestod i 10 avsnitt samt The Trial of a Time Lord som sändes i 14 avsnitt under den 23:e säsongen. Ibland har de olika berättelsernas intriger varit löst sammankopplade, såsom i säsong 16 där sökandet efter den kraftfulla artefakten "The Key of Time" genomsyrar de olika berättelserna eller i resan genom E-space i säsong 18.
Doctor Who var från början tänkt att vara ett pedagogiskt inslag för hela familjen under lördagskvällarna. Inledningsvis varvades berättelser som behandlade gångna tider vars syfte var att lära den yngre publiken om historia, med berättelser om framtiden eller yttre rymden med syfte att skapa intresse för vetenskap och teknik. Detta avspeglades också i doktorns första medresenärer där en var lärare i naturvetenskap och en annan en historielärare.
Science fiction-berättelserna kom dock att dominera programmet och historieberättelserna som inte var populära bland produktionsteamet slutade att produceras efter Highlanders (1967). Serien fortsatte att använda historiska miljöer men de användes istället som bakgrundshistorier för science fiction-berättelser. Ett undantag är Black Orchid som utspelade sig i 1920-talets England.
Manusförfattare under de ursprungliga säsongerna var bland annat Terry Nation, Henry Lincoln, Douglas Adams, Robert Holmes, Terrance Dicks, Dennis Spooner, Eric Saward, Malcolm Hulke, Christopher H. Bidmead, Stephen Gallagher, Brian Hayles, Robert Sloman, Chris Boucher, Peter Grimwade, Marc Platt och Ben Aaronovitch.
Drygt 100 av avsnitten från de tidigare säsongerna är numera förlorade, efter att BBC raderat banden. Några av de avsnitt som tidigare ansetts förlorade har dock återfunnits.

## Musiken
Titelmusiken till TV-serien skapades av Ron Grainer 1963 och förverkligades av Delia Derbyshire på BBC Radiophonic Workshop. Den är ett tidigt exempel på elektronisk musik, och har hyllats som banbrytande. Musiken var avsedd att låta futuristisk och aningen kuslig, och har använts som titelmusik till serien under alla dess sändningsår, nu senast i nytt arrangemang av Murray Gold, som även komponerat all övrig musik fram tills säsong 10 av den nya serien. Segun Akinola tog över som kompositör från och med serie 11 och var det fram till slutet av Jodie Whittakers era. Den 24 april 2023 meddelade BBC att Murray Gold var tillbaka i rollen som kompositör till serien.
Ett stort antal musikartister och -grupper har använt sig av titelmusiken till Doctor Who i sina verk, antingen i mindre fragment, som samplade stycken eller som rena omtolkningar. Mest kända är The Timelords (vid tidpunkten kända som The Justified Ancients of Mu Mu) med "Doctorin' the Tardis" från 1988 samt Orbital.

## Priser

### Nya serien
År 2006 tilldelades Doctor Who BAFTA-priset för bästa dramaserie.
Dubbelavsnittet The Empty Child/The Doctor Dances ur säsong 1, med manus av Steven Moffat, tilldelades Hugopriset år 2006 för bästa dramatiska presentation i kort form.
I augusti 2007 tilldelades även avsnittet The Girl in the Fireplace ur säsong 2, även denna gång med manus av Steven Moffat, Hugopriset för bästa dramatiska presentation i kort form.
Vid det brittiska National TV Awards 2007 mottog Doctor Who priset för årets bästa drama och David Tennant priset för årets populäraste skådespelare.

## Doktorns karaktär
Doktorn är inte människa, även om han ser ut som en sådan, utan kommer från planeten Gallifrey och tillhör ett folk som på svenska kallas för tidsherrar (Time Lords). Han är dock något av en avfälling och äventyrare, eftersom han inte kan låta bli att blanda sig i historiens gång, och när serien började var han på flykt undan sitt folk med en stulen Tardis (se nedan). Dock är han i grunden en god person som alltid ställer sig på de svagas sida och bekämpar maktövergrepp och övervåld. Till slut anlitades han till och med ibland av sitt eget folk för att ingripa i hotfulla situationer, när deras egna lagar förhindrade dem att göra det.
Doktorn är när den nya serien börjar omkring 1000 år gammal. Tidsherrar har förmågan att skjuta upp sin egen död genom att "regenerera" sin kropp, vilket de kan göra upp till 12 gånger. När en tidsherre regenererar byts varenda cell i hans kropp ut, vilket resulterar i ett helt nytt utseende och även en något annorlunda personlighet, även om identiteten är densamma och alla minnen finns kvar.
En tidsherre kan färdas i tiden och rummet i ett skepp som kallas för Tardis, vilket är en akronym för "Time And Relative Dimension(s) In Space". En Tardis har en "kameleontkrets" som gör att den kan anta olika yttre skepnader, och är också "dimensionellt transcendental", vilket innebär att den är större inuti än utanpå. Doktorns Tardis är dock en gammal modell som dessutom inte alltid fungerar som den ska, vilket innebär att dess kameleontkrets har hakat upp sig på en brittisk polistelefonkiosk från 1960-talet, dess kamouflage i det första avsnittet (i verkligheten ett beslut som togs av budgetskäl). I den nya serien antyds det att en Tardis är delvis organisk, och att de inte byggs utan odlas fram.
Doktorn både är och ser sig själv som överlägsen vår tids människor, men har en förkärlek för den mänskliga rasen och har räddat den från utplåning ett antal gånger. Han är i grunden pacifist och hyser stor respekt för alla former av liv - vilket inte hindrar honom från att ta till hårdhandskarna om någon ras skulle hota en annans existens. Han använder ogärna våld, men kan trots det vara hänsynslös när nöden kräver. Han är en särling, som ofta reagerar annorlunda på saker och ting än människorna omkring honom.
Doktorns bakgrund är mycket av ett mysterium. Hans verkliga namn har aldrig nämnts, utan han presenterar sig alltid som "Doktorn", även om han då och då kallat sig "John Smith" för att smälta in bland människor. Det har också antytts att han skulle vara mer än en vanlig tidsherre.

## Doktorns regenereringar
När William Hartnell började spela Doktorn år 1963 var det bara meningen att serien skulle gå i sex veckor och därefter avslutas. Istället blev den en stor succé, och när Hartnell inte längre kunde spela rollen på grund av dålig hälsa bestämde man sig för att fortsätta med en ny skådespelare, Patrick Troughton. Konceptet som gjorde det möjligt att byta till en så radikalt annorlunda skådespelare kallas regenerering (en: regeneration), fast det var inte förrän med den fjärde doktorn som det namnet började användas. Det har senare nämnts ett flertal gånger att en tidsherre kan regenerera upp till tolv gånger innan hen dör slutgiltigt. Men producenterna för nya serien har sagt att det skulle kunna vara mer av en lag eller regel från tidsherrarna och ska gå att bryta mot men kanske med allvarliga konsekvenser eftersom de redan hade visat 13 doktorer i avsnittet "The Day of the Doctor". Doktorn har vad man vet förbrukat 15 regenereringar (om man räknar med Krigsdoktorn).

## Skådespelare som gestaltat Doktorn
1. William Hartnell (1963–1966)
2. Patrick Troughton (1966–1969)
3. Jon Pertwee (1970–1974)
4. Tom Baker (1974–1981)
5. Peter Davison (1981–1984)
6. Colin Baker (1984–1986)
7. Sylvester McCoy (1987–1989, 1996)
8. Paul McGann (1996)
9. Christopher Eccleston (2005)
10. David Tennant (2005–2010)
11. Matt Smith (2010–2013)
12. Peter Capaldi (2013–2017)
13. Jodie Whittaker (2017–2022)
14. David Tennant (2022–2023)
15. Ncuti Gatwa (2023–2025)

Även John Hurt (2013) gestaltade "Krigsdoktorn", en inkarnation som kom mellan den åttonde och nionde doktorn i specialavsnittet "The Day of the Doctor". 
Dessutom har Jo Martin (2020–2022) gestaltat "The Fugitive Doctor", en okänd inkarnation som dök upp i en stödjande roll i avsnittet "The Fugitive of the Judoon" och har sedan dess dykt upp i fyra ytterligare avsnitt.
I avsnittet "Rouge" (2024) förekommer dessutom en inkarnation spelad av Richard E. Grant, vilket troligen är en referens till den animerade berättelsen Scream of the Shalka (2003), där han tidigare spelat en alternativ version av Doktorn.
Richard Hurndall (1983) och David Bradley (2017, 2022) har även gestaltat senare framträdanden av den första doktorn.
Efter att den femtonde Doktorn regenererat i avsnittet "The Reality War" (2025), gör Billie Piper ett framträdande. Piper är sedan tidigare känd för att ha spelat följeslagaren Rose Tyler under nionde och tionde Doktorns era. Den nya rollens koppling till Doktorn eller andra karaktärer specificeras inte i avsnittet, annat än att hon i sluttexterna listas med formuleringen "And introducing Billie Piper".

## Doktorns inkarnationer

### Första Doktorn
Den första doktorn spelades av William Hartnell 1963–1966 och var i början ganska tvär och otillgänglig. Han var i exil på Jorden där hans barnbarn, Susan Foreman, gick i skola. När de båda lärarna i historia och naturvetenskap blev misstänksamma över att Susan hade väldigt avancerade kunskaper i vissa ämnen men verkade sakna dem i andra, följde de efter henne och såg henne gå in i en polistelefonkiosk på ett skrotupplag. När de gick in efter henne befann de sig plötsligt i Doktorns Tardis. För att de inte skulle bli avslöjade åkte Doktorn iväg med Susan och de båda lärarna. Doktorn besökte olika tider mest för att studera, men senare började han, efter påtryckningar från de båda lärarna, ta en mer aktiv roll. Han återvände temporärt till serien i historien "The Three Doctors" (1973). I historien "The Five Doctors" (1983) var han åter igen tillbaka, denna gång spelad av Richard Hurndall då originalskådespelaren hade gått bort ett par år tidigare. I avsnitten "Twice Upon a Time" (2017) och "The Power of The Doctor" (2022) återvände den första doktorn igen, nu spelad av David Bradley.
Följeslagare: Susan Foreman (Carole Ann Ford), Ian Chesterton (William Russell), Barbara Wright (Jacqueline Hill), Vicki Pallister (Maureen O'Brien), Steven Taylor (Peter Purves), Katarina (Adrienne Hill), Sara Kingdom (Jean Marsh), Dodo Chaplet (Jackie Lane), Ben Jackson (Michael Craze), Polly Wright (Anneke Wills).

### Andra Doktorn
Den andra doktorn spelades av Patrick Troughton 1966–1969 och personligheten var annorlunda. Istället för en äldre, respektingivande herre var han nu en mer komisk figur, och var betydligt mer intresserad av att blanda sig i saker. Även om hans personlighet visade sig som mycket mer oskyldig och positiv, hade han en gömd lömsk och smart anda som han använde när fiender minst anade sig det. Han sysslade inte bara med tidsresor till Jordens historia utan mestadels reste också till främmande planeter. Han återvände temporärt tillbaka till serien i historierna "The Three Doctors" (1973), "The Five Doctors" (1983) och "The Two Doctors" (1985).
Följeslagare: Ben Jackson (Michael Craze), Polly Wright (Anneke Wills), Jamie McCrimmon (Frazer Hines), Victoria Waterfield (Deborah Watling), Zoe Heriot (Wendy Padbury).

### Tredje Doktorn

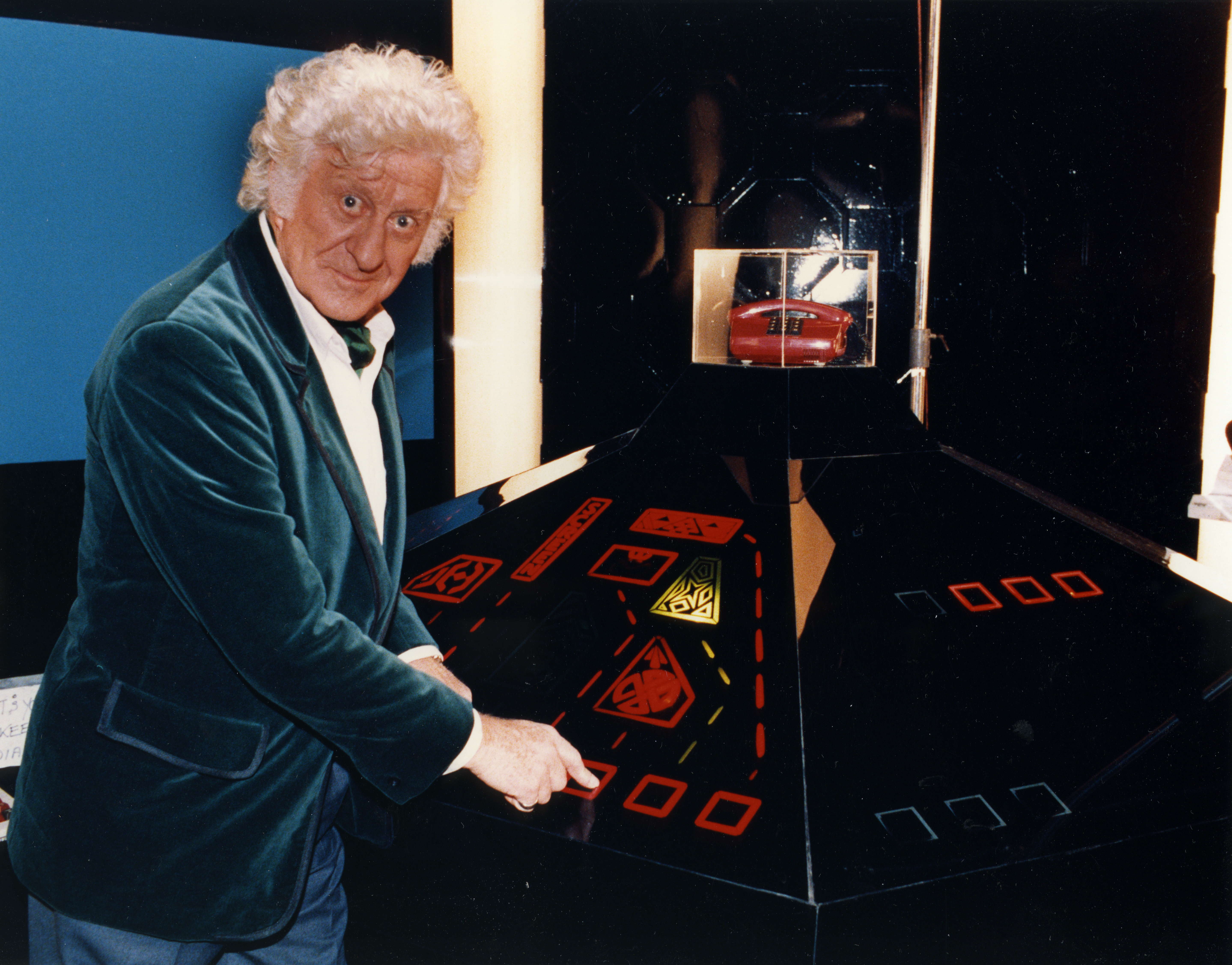
John Pertwee som Tredje Doktorn.

Den tredje doktorn spelades av Jon Pertwee 1970–1974 och var under nästan hela serien dömd till exil på 1900-talets Jorden av sitt folk Tidsherrarna, som hade gjort hans Tardis obrukbar (i verkligheten av budgetskäl). Doktorn började därför arbeta som vetenskaplig rådgivare åt UNIT (United Nations Intelligence Taskforce), vilket i serien är en specialstyrka som bekämpar utomjordiska hot. Personligheten var också annorlunda. Doktorn var nu överlägsen, auktoritativ och världsvan. Den tredje Doktorn kunde slåss med svärd och "venusiansk aikido" och tyckte om teknisk jargong. Han var något av en klädsnobb, gillade tekniska manicker och hade en gul veteransportbil vid namn "Bessie" som han själv trimmat och modifierat. Serien sändes nu för första gången i färg. Han återvände temporärt tillbaka till serien i historien "The Five Doctors" (1983)
Följeslagare: Liz Shaw (Caroline John), Jo Grant (Katy Manning), Sarah Jane Smith (Elisabeth Sladen).

### Fjärde Doktorn

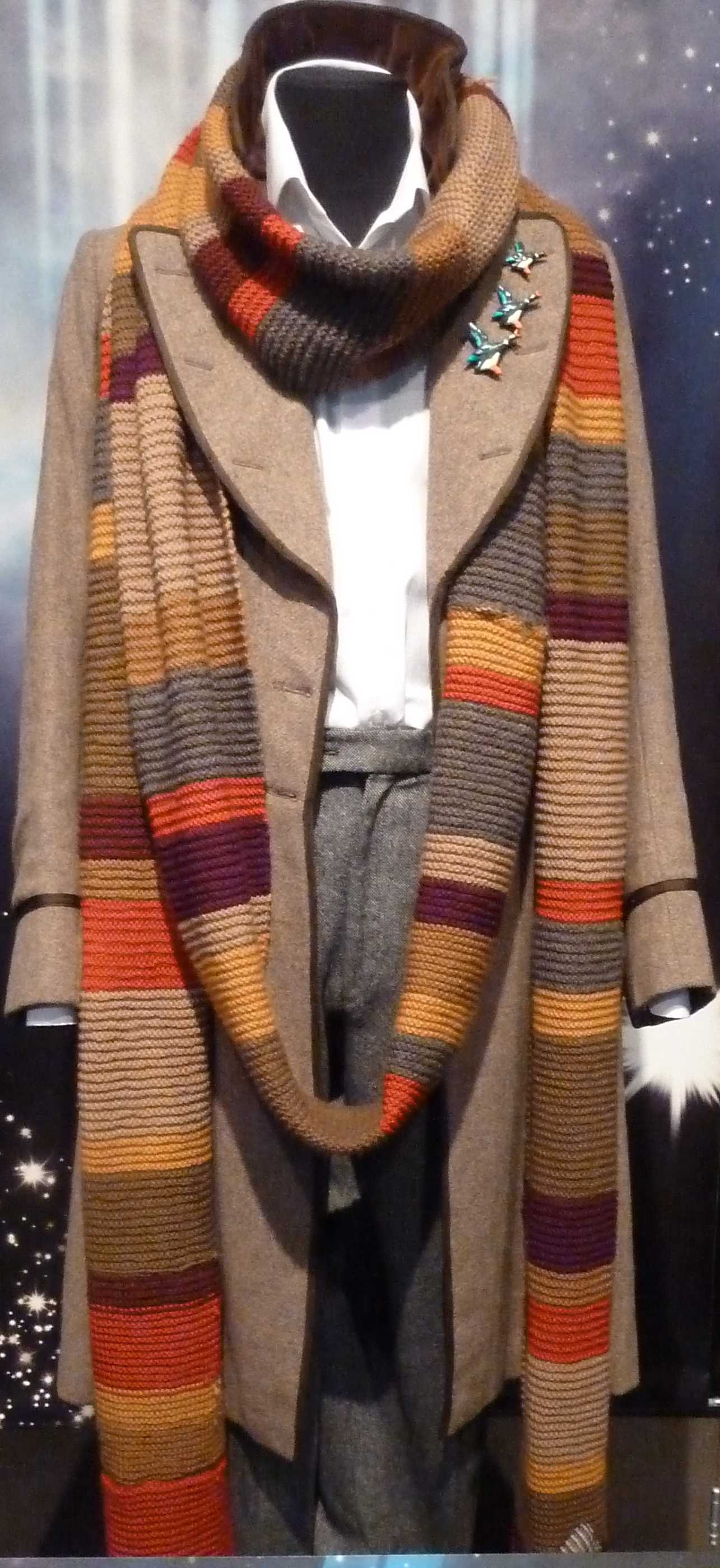
Den fjärde doktorns rollkostym med dess karaktäristiska långa mångfärgade halsduk.

Den fjärde doktorn spelades av Tom Baker 1974–1981 och till skillnad från sin föregående inkarnation hade han en betydligt mer avslappnad, bohemisk klädstil med den välkända, långa och mångfärgade halsduken. Han var också mer bohemisk och excentrisk i sin personlighet, var pacifist och ogillade auktoriteter, samtidigt som han själv var en av de mer auktoritära av inkarnationerna. Fjärde Doktorn var också mycket mindre benägen att stanna på Jorden, och hade ofta äventyr i rymden eller på andra planeter. Tom Baker är den skådespelare som hade rollen under längst tid (sju år), och för många är han den klassiske Doktorn.
Följeslagare: Sarah Jane Smith (Elisabeth Sladen), Harry Sullivan (Ian Marter), Leela (Louise Jameson), K-9 (John Leeson & David Brierly), Romana (I och II) (Mary Tamm & Lalla Ward), Adric (Matthew Waterhouse), Tegan Jovanka (Janet Fielding), Nyssa (Sarah Sutton).

### Femte Doktorn
Den femte doktorn spelades av Peter Davison 1981–1984 och äventyren innehåller mindre skräck och humor och blir mer vetenskapliga. Doktorns personlighet var mer mänsklig och han föredrog diskussioner och diplomati framför agerande för att lösa en situation. Femte Doktorn brukar beskrivas som mer sårbar och känslig. Han återvände temporärt tillbaka till serien i miniavsnittet "Time Crash" (2007) och avsnittet "The Power of the Doctor" (2022).
Följeslagare: Adric (Matthew Waterhouse), Tegan Jovanka (Janet Fielding), Nyssa (Sarah Sutton), Vislor Turlough (Mark Strickson), Perpugilliam "Peri" Brown (Nicola Bryant).

### Sjätte Doktorn
Den sjätte doktorn spelades av Colin Baker 1984–1986 och hade en självcentrerad, arrogant, något labil och ofta sarkastisk personlighet. Cynisk och ofta skojfrisk, hade dock den sjätte doktorn ett hjärta av guld och en högst kultiverad natur. Han bar också den mest färgstarka utstyrseln av alla doktorerna. Han var inte främmande för att ta till våld men oftast överlistade eller charmade han sina fiender. Han återvände temporärt tillbaka till serien i avsnittet "The Power of the Doctor" (2022).
Följeslagare: Peri (Nicola Bryant), Melanie "Mel" Bush (Bonnie Langford).

### Sjunde Doktorn

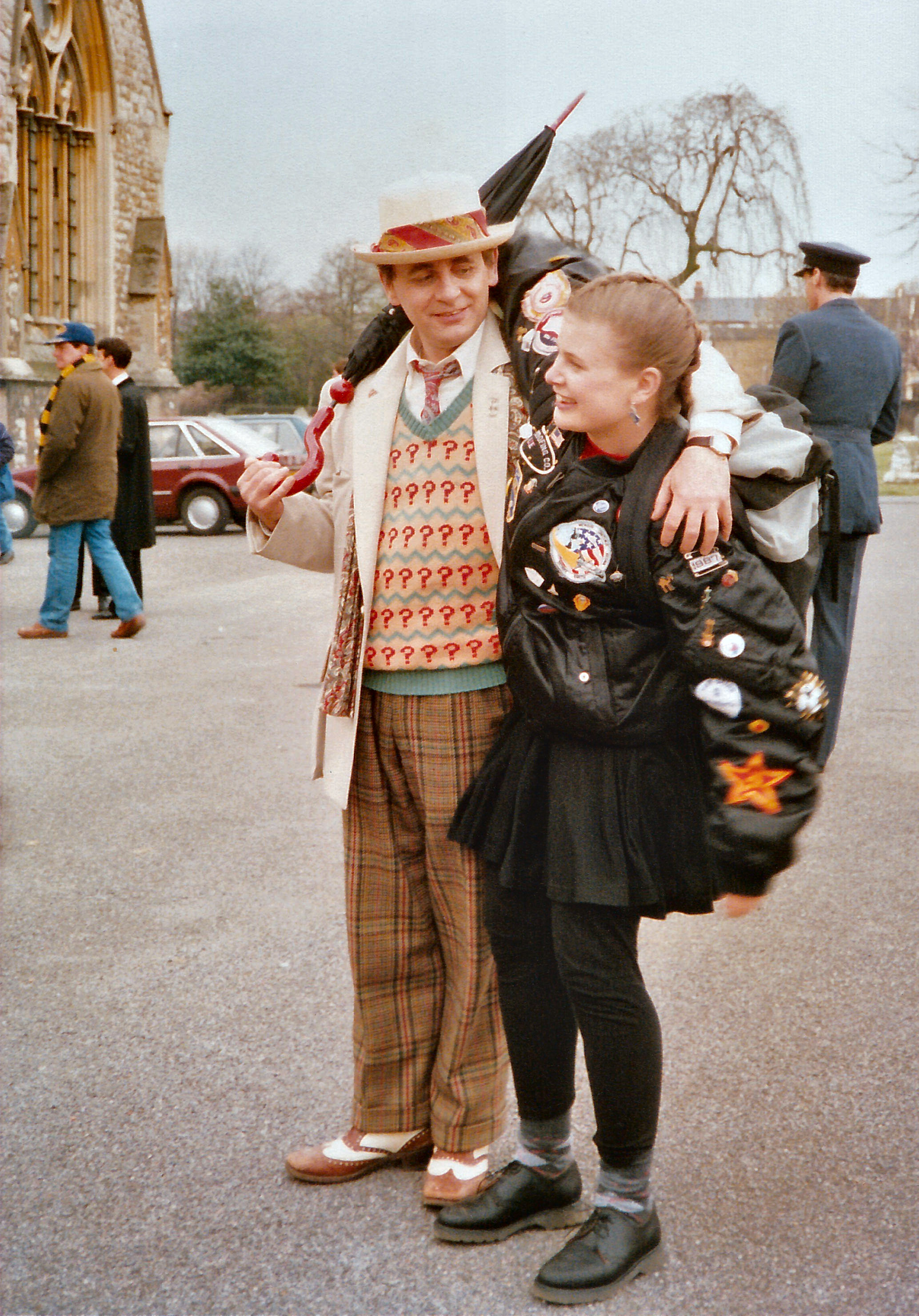
Sjunde doktorn (Sylvester McCoy) med sin följeslagare Ace (Sophie Aldred).

Den sjunde doktorn spelades av Sylvester McCoy 1987–1989 och i den här inkarnationen började doktorn som en komisk, på ytan oförarglig figur men blev senare mörkare i tonen och kunde manipulera folk, även sina medarbetare. Det antyddes också att han bar på mörka hemligheter. Den sjunde Doktorn blev den siste innan TV-serien lades ner efter 26 år. McCoy återkom även och porträtterade Doktorn 1996. Han återvände temporärt tillbaka till serien i avsnittet "The Power of the Doctor" (2022).
Följeslagare: Mel (Bonnie Langford), Dorothy Gale "Ace" McShane (Sophie Aldred).

### Åttonde Doktorn
Den åttonde doktorn spelades av Paul McGann. Han hann bara vara med i en TV-film från 1996, som var tänkt som ett pilotavsnitt för att testa intresset för en brittisk-amerikansk samproduktion. I USA gick det inte så bra, filmen var dåligt marknadsförd av FOX men i Storbritannien sågs den av över 9 miljoner tittare och fick bra kritik. I filmen är han den klart mest romantiske av Doktorns inkarnationer. Han var öppen med sina känslor och uppmanade folk att uppleva livet. McGann har dock fortsatt att spela Doktorn i ett stort antal audio-äventyr utgivna av Big Finish Productions. Han återvände i miniavsnittet "The Night of the Doctor" (2013) och var med i ett avsnitt av tv-serien för första gången i "The Power of the Doctor" (2022). 
Följeslagare: Dr Grace Holloway (Daphne Ashbrook).

### Krigsdoktorn
Spelades av John Hurt 2013 och är bara med i avsnitten "The Name of the Doctor" och "The Day of the Doctor." Han är Doktorn som stred i "Tidskriget" när Gallifrey förintades. Han är sorgsen över det han gjort och kommer att göra. Han har precis som den nionde doktorn en skinnjacka och har en röd halsduk. 

### Nionde Doktorn
Den nionde doktorn spelades av Christopher Eccleston när serien började produceras igen 2005. Doktorns personlighet var mörkare och hans ensamhet framstod tydligt. Hans klädstil var radikalt annorlunda från tidigare inkarnationer, med mörka kläder och en sliten svart skinnjacka. Visserligen kunde han vara lättsam men han bar också på en stor sorg och skuld från det stora Tidskriget. Han ogillade vapen men kunde använda våld om det var nödvändigt. Han kunde vara ganska burdus och opolerad - till exempel refererade han flera gånger till människor som "dumma apor", till skillnad från tidigare inkarnationer som bland annat kallat människor sin "favoritart". Doktorns språk ändrade sig också och blev mer modernt och vardagligt. Han är också den förste Doktorn som talar tydlig nordengelsk dialekt.
Följeslagare: Rose Tyler (Billie Piper), Adam Mitchell (Bruno Langley), kapten Jack Harkness (John Barrowman).

### Tionde Doktorn
Den tionde doktorn spelades av David Tennant 2005–2010. Klädstilen ändrades så Doktorn numera bär brun eller blå kostym, slips, kamelbrun överrock och gymnastikskor. Han använder också glasögon ibland, inte för att han behöver dem utan för att se intelligent ut. Han var mycket talför och talade fortfarande dialekt, men nu Londonbaserad. Tionde Doktorns personlighet var på ytan mer positiv, social och charmerande än i den förra inkarnationen, men hade också inslag av kyla och obarmhärtighet. Han återvände temporärt tillbaka till serien i 50-årsjubileumsavsnittet "The Day of the Doctor"
Följeslagare: Rose Tyler (Billie Piper), Mickey Smith (Noel Clarke), Donna Noble (Catherine Tate), Martha Jones (Freema Agyeman), kapten Jack Harkness (John Barrowman), Sarah Jane Smith (Elisabeth Sladen), Wilfred Mott (Bernard Cribbins).

### Elfte Doktorn

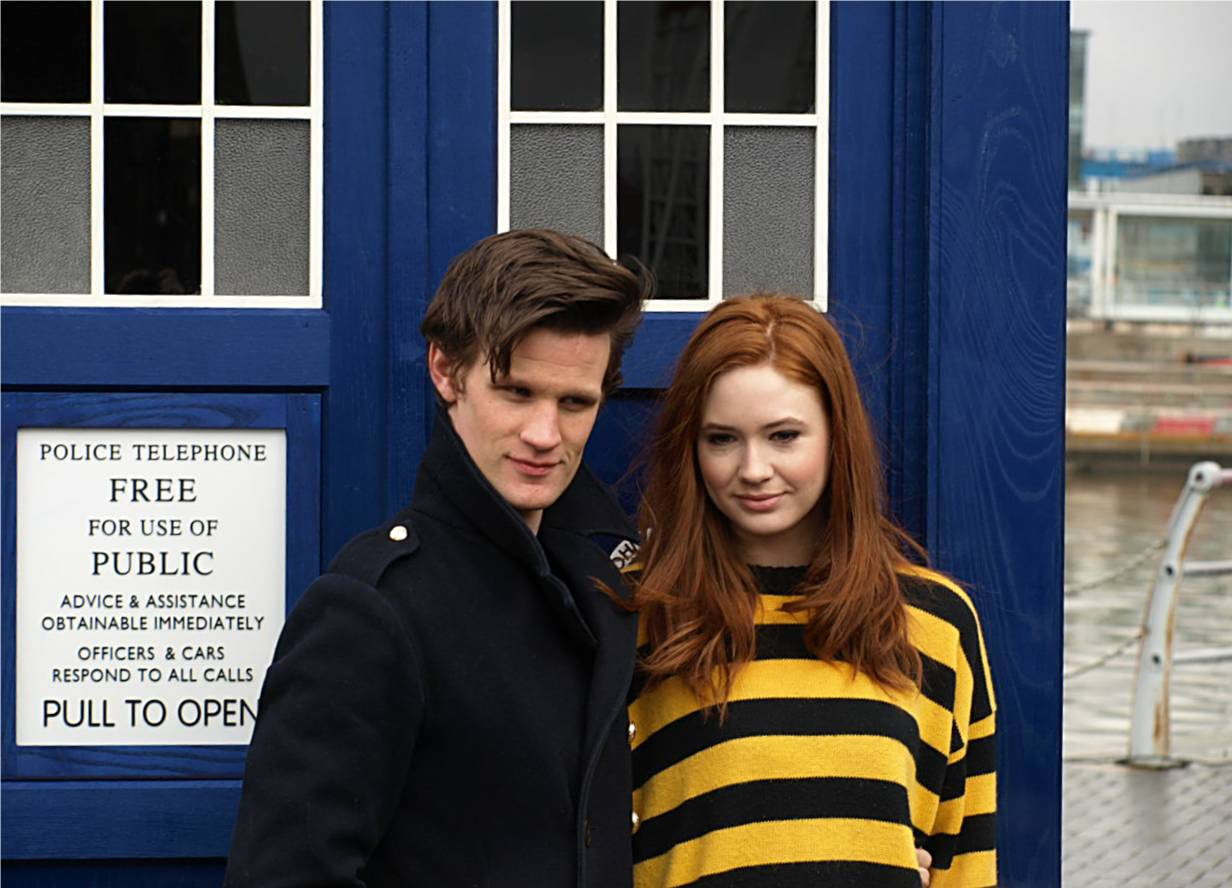
Matt Smith tillsammans med Karen Gillan under en inspelning av Doctor Who i Salford 2010.

Den elfte doktorn spelades av Matt Smith 2010–2013. Han var med sina 26 år den yngste som hittills har spelat Doktorn. Några framträdande drag hos honom var att han hade fotografiskt minne och kunde känna hur gammalt något var genom att smaka på det. Klädstilen förändrades även med denna nya doktor, han bar nu tweedkavaj med fluga.
Följeslagare: Amy Pond (Karen Gillan), Rory Williams (Arthur Darvill), River Song (Alex Kingston), Clara "Oswin" Oswald (Jenna Coleman)

### Tolfte Doktorn

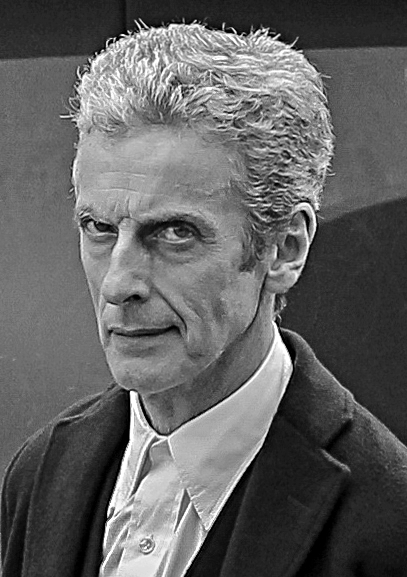
Peter Capaldi som Tolfte Doktorn (2014).

Den tolfte doktorn spelades av Peter Capaldi 2013–2017. Han var en doktor vars personlighet utvecklades under hela hans era då ett genomgående tema är att han ifrågasätter om han är en bra man eller inte. I säsong 8 är han sur och seriös, i säsong 9 är han mer lättsam och nyfiken och i säsong 10 är han en blandning av båda. Han bär en svart kavaj med inslag av rött, och gråa byxor men använder ibland även hoodies. 
Följeslagare: Clara Oswald (Jenna Coleman), River Song (Alex Kingston), Nardole (Matt Lucas), Bill Potts (Pearl Mackie)

### Trettonde Doktorn
Den trettonde doktorn spelades av Jodie Whittaker 2017–2022. Det var första gången doktorn porträtterades som en kvinna. Hon återvände temporärt tillbaka till serien i avsnittet "The Reality War". 
Följeslagare: Ryan Sinclair (Tosin Cole), Yasmin 'Yaz' Khan (Mandip Gill), Graham O'Brien (Bradley Walsh), Dan Lewis (John Bishop)

### "Fugitive" Doktorn
Spelas av Jo Martin 2020–2022 och är med i fem avsnitt som gästkaraktär i den trettonde och femtonde doktorns äventyr. Det är första gången doktorn porträtteras som en svart person. Det är okänt vilken inkarnation av Doktorn hon spelar, men enligt ledtrådar i serien spekuleras det att hennes inkarnation kan ha kommit någon gång innan den första doktorn.
Följeslagare: Lee Clayton (Neil Stuke), Karvanista (Craige Els)

### Fjortonde Doktorn
Den fjortonde doktorn spelades av David Tennant, som tidigare spelade den tionde doktorn mellan 2005 och 2010. Det var första gången han var med i serien som doktorn sedan 2013 och första gången som en skådespelare hade spelat mer än en inkarnation av doktorn.
Följeslagare: Donna Noble (Catherine Tate)

### Femtonde Doktorn
Den femtonde doktorn spelades av Ncuti Gatwa. Det var första gången doktorn spelades av en svart skådespelare i en huvudroll.
Följeslagare: Ruby Sunday (Millie Gibson), Belinda Chandra (Varada Sethu)

## Återkommande monster, skurkar och utomjordingar

### Autoner/Medvetandet från Nestene
Autoner är namnet på de mördande skyltdockor som styrs av Medvetandet från Nestene, en varelse gjord av levande plast.

### The Black Guardian
The Black Guardian är en antropomorfisk personifikation av urkrafterna entropi och kaos. Han balanseras av sin motsats The White Guardian, som är en motsvarande personifikation av ordning, men han är mycket mer intresserad av att rubba balansen i riktning mot kaos och ondska. Han dök först upp i de äventyr med fjärde Doktorn som går under det övergripande namnet The Key to Time, och återkom i tre äventyr med femte Doktorn.

### Ansiktet från Boe
Ansiktet från Boe är ett enda stort gigantiskt ansikte som figurerar i tre avsnitt av den nya versionen av Doctor Who. Boe är en mycket hemlighetsfull karaktär som personligen är mycket förtegen om sitt ursprung och sitt förflutna. Legenden säger dock att Boe är universums äldsta invånare, med en uppskattad ålder på flera miljoner år. I slutet av säsong tre antyds det att Jack Harkness skulle vara Ansiktet från Boe. Jack blev av misstag odödlig i slutet av säsong 1 av den nya serien, när han dödades av Dalekar, men återupplivades av Rose Tyler efter att hon har absorberat tid och rum ur Tardisens inre. Då Rose emellertid inte kunde kontrollera återupplivningskraften återupplivade hon av misstag Jack för gott. I slutet av säsong 3 uttrycker den då redan drygt hundraårige Jack sin oro för sitt utseende, och faktumet att han sakta åldras men aldrig kan dö. Han bortförklarar sedan sin oro med att han bara är allmänt fåfäng eftersom han var affischpojke när han var ung och bodde på The Boeshane Peninsula. Han fortsätter med att berätta att lokalbefolkningen där var så stolta över honom på den tiden att de kallade honom "Ansiktet från Boe".

### Lady Cassandra
Lady Cassandra O'Brien kallar sig själv för den sista äkta människan och har genomgått ett stort antal operationer. Hon dyker upp i både säsong 1 och 2 av den nya serien.

### Cybermen

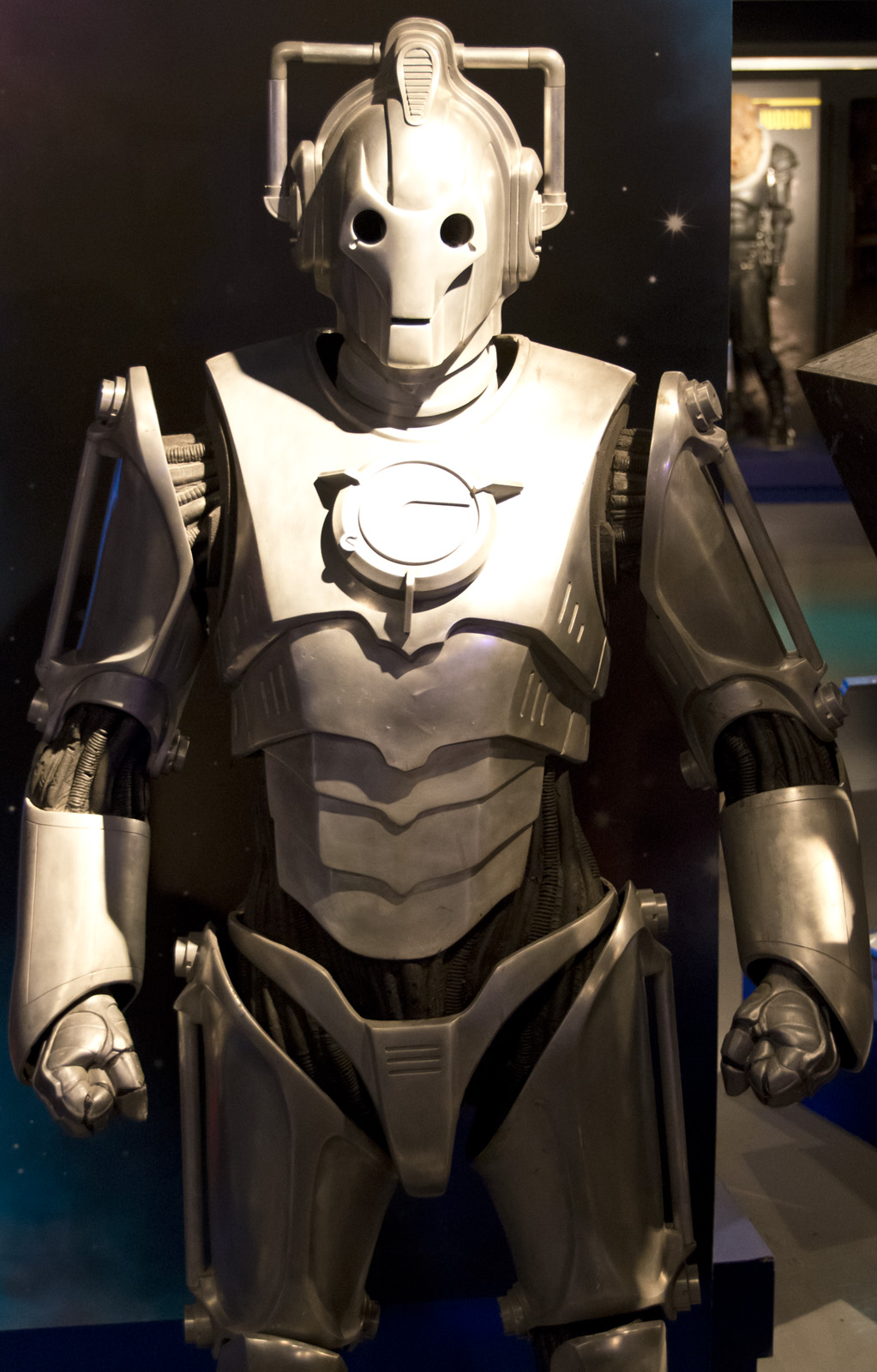
En Cyberman på museet Doctor Who Experience i Cardiff.

Cybermännen (Cybermen) är ursprungligen en utomjordisk humanoid ras som modifierat sig själva på cybernetisk väg till en slags aggressiva cyborg-varelser, vilket de verkar fortsätta med under seriens gång, då de hela tiden förändras och utvecklas. De förekommer i flertal äventyr av både den klassiska och den nya serien, samt i den nya spinoff-serien Torchwood. I den klassiska serien är deras stora svaghet att de inte tål guld. I den nya serien har de sitt ursprung i ett universum parallellt till vårt och skapades av en teknologimagnat vid namn John Lumic, som konverterade vanliga människor till dem genom att bygga in deras hjärnor i cyberkropparna. Deras största motivation är att utöka sitt släkte genom att konvertera andra varelser och, i Lumics mening, befria dem från "svagheter" som känslor och fysiska svagheter. Trots att Doktorn har besegrat och till synes utplånat de nya Cybermännen mer än en gång har de setts vid liv vid flera tillfällen.

### Daleks
Daleks är en utomjordisk ras av cyborg-mutanter som förekommer i ett flertal äventyr både i den klassiska och den nya serien. De har sett ungefär likadana ut sedan första gången de dök upp, i det andra Doctor Who-äventyret någonsin år 1963. Deras mål är att ta över universum och utrota alla andra livsformer, eftersom de anser sig själva vara den mest högtstående. De ser Doktorn som sin största fiende, eftersom han omintetgjort deras planer vid så många tillfällen. Det stora Tidskriget utkämpades mellan Dalekarna och Tidsherrarna, och resulterade i att båda folken antas vara helt tillintetgjorda. Trots detta överlevde ett antal Dalekar, bland andra deras kejsare, som skapade en ny armé dalekar och dog tillsammans med dem i slutet av säsong 1, och även Skaro-sekten, en grupp elit-dalekar, som nu dött. I säsong-5 avsnittet Victory of the Daleks använde de en "Progenitor", en kapsel som innehåller ren dalek-DNA, och inledde en helt ny generation dalekar. Deras nuvarande design påminner om den från Doctor Who på 60-talet. Deras kända citat är EXTERMINATE!

### Davros
Davros var en makthungrig och besatt vetenskapsman från planeten Skaro, och den som genom genetiska experiment och cyborg-teknologi konstruerade de första Dalekarna, som ett vapen i det tusenåriga kriget mellan hans folk Kaleds (ett anagram på "Dalek") och deras fiende Thalerna. Davros var övertygad om att den organiska delen hos Dalekarna var den ultimata form som hans folk skulle utvecklats till under evolutionens gång, minus sådana "svagheter" som medkänsla, barmhärtighet och välvilja. Davros dyker första gången upp i äventyret Genesis of the Daleks. Han återvände vid slutet av säsong 4, då han räddats från sin död i det stora Tidskriget av Dalek Caan, den sista överlevande medlemmen av Skaro-sekten, och klonade fram en ny generation daleker från sig själv. I slutet av avsnitten blev han tydligen förintad när dalekarmadan förstördes. Men han återvände i avsnittet "The Magican's Apprentice"säsong 9. Han hade tydligen överlevt men var mycket skadad. Han var även med i avsnittet därefter "The Witch's Familiar" men har inte synts till efteråt

### Skaro-sekten
Skaro-sekten var en grupp elit-daleker som skapats för att tänka i nya banor. Deras auktoritet var till och med högre än dalek-kejsarens. De är de enda daleker som haft namn. Deras ledare hette Dalek Sec, som hade svart pansar, och de övriga medlemmarna hette Dalek Thay, Dalek Jast och Dalek Caan. I säsongsavslutningen av säsong 2 försökte de överta Jorden genom att befria en armé daleker från ett bärbart fängelseskepp stulet från Tidsherrarna. När alla de sögs in i utrymmet mellan alla universum färdades sekten tillbaka i tiden till Deprissionens New York City och experimenterade med metoder att kombinera sin DNA med mänsklig. När det misslyckades dödades Dalek Sec, Dalek Thay och Dalek Jast när Dalek-människorna gjorde revolt och Dalek Caan reste i tiden till Tidskriget och räddade dalekernas skapare, Davros. Trots att kriget och alla händelser som hör till det var "tidlåsta" så att ingenting kunde färdas in eller ut från dem lyckades han ta sig igenom, men drevs till vansinne på kuppen. Han dog, tillsammans med Davros och nästan alla daleker han skapat, när armadan förintades i slutet av säsong 4.

### The Master
Mästaren, eller The Master, är en avfällig och ondskefull tidsherre som genom seriens gång har fått rollen av Doktorns ärkefiende. Han är med i 19 olika äventyr i den klassiska serien och 19 i den nya serien. Han gjorde också ett framträdande i TV-filmen från 1996 (där han spelas av Eric Roberts). The Master spelades i den klassiska serien av fem olika skådespelare, varav de mest kända är Robert Delgado och Anthony Ainley. I början är han en storhetsvansinnig ärkefiende i största allmänhet, men senare blir hans syfte också att förlänga sitt liv genom att försöka stjäla till sig fler regenereringar, ofta från Doktorn, då han förbrukat alla sina egna. Det har antytts att Doktorn och The Master har någon form av gemensamt förflutet. The Master dyker även upp som den stora fienden i säsong tre av den nya serien, denna gång spelad av Sir Derek Jacobi och John Simm. Han återupplivades i special-avsnittet The End of Time och var delvis ansvarig för att Tidsherrarna nästan kom till Jorden. I slutet av avsnittet slog han tillbaka mot dem och åkte tydligen med dem när de skickades tillbaka till Tidskriget. I säsong 8 av den nya serien dyker The Master upp igen, men har nu regenererat till kvinnlig form, och kallar sig själv The Mistress ("Missy"). Spelas av Michelle Gomez. I säsong 12 av den nya serien dyker The Master upp igen, denna gång spelad av Sacha Dhawan.

### Sontarans
Sontarans är en krigförande humanoid ras vars långvariga krig mot de lika militaristiska Rutans ofta medför att andra folk och planeter råkar illa ut. De kommer från en planet med mycket högre densitet än Jorden och är därigenom fysiskt mycket starkare än människor. Sontarans liknar satta och kompakt byggda människor, men har stora äggformade huvuden och rymdhjälmar som liknar rustningar. Deras svaga punkt är en kontaktventil i nacken, genom vilken de fyller på energi (istället för att äta och sova). De är med i fyra olika äventyr i den klassiska serien, och lyckades bland annat nästan invadera Doktorns hemplanet Gallifrey. I den nya serien använder de sig av stridsropet "Sontar-HA!"

### Tidsherrarna
Tidsherrarna (Time Lords) är Doktorns ras och dyker upp då och då i den gamla serien. Vid den nya seriens början har de precis förintats av Doktorn, en händelse som skildras i avsnittet The Time of the Doctor. De är ett högt utvecklat, framstående och människoliknande släkte som har teknologin för att kunna resa i tiden, men har svurit att bara observera händelser och aldrig ingripa (de har dock gjort vissa undantag när universum stått på spel). De kommer från planeten Gallifrey. Tidsherrar har förmågan att regenerera upp till 12 gånger, det vill säga undvika död genom att byta kropp och utseende. De har också två hjärtan. Under seriens gång är de oftast godhjärtade och bundsförvanter till Doktorn, trots att de bestraffar den andra Doktorn med exil och regeneration och vissa enskilda tidsherrar, till exempel The Master och Omega, har varit hans motståndare. Tidsherrarna blev korrumperade under Tidskriget, en massiv konflikt mot Dalekerna, och blev maktlystna och mer skoningslösa. För att rädda universum tvingades Doktorn stoppa kriget genom att förinta Tidsherrarna och Dalekerna. Tidsherren The Master gör i dubbelavsnittet The End of Time ett försök att rädda Tidsherrarna ur tidskriget. Vad The Master inte räknat med är att Tidsherrarnas högsta råd (The High Council) planerar att rädda sig själva och förvandlas till kroppslösa varelser som kunde existera utanför tid och rum; en plan som skulle komma innebära att hela universum skulle utplånas.

## Andra återkommande karaktärer

### Brigadgeneral Alastair Gordon Lethbridge-Stewart
Brigadgeneral Alastair Gordon Lethbridge-Stewart var ledare för UNIT. Han var en regelbunden karaktär under andra och tredje Doktorns tid, och återkom också i enstaka äventyr med fjärde, femte och sjunde Doktorn. Lethbridge-Stewart spelades av Nicholas Courtney.

### K-9

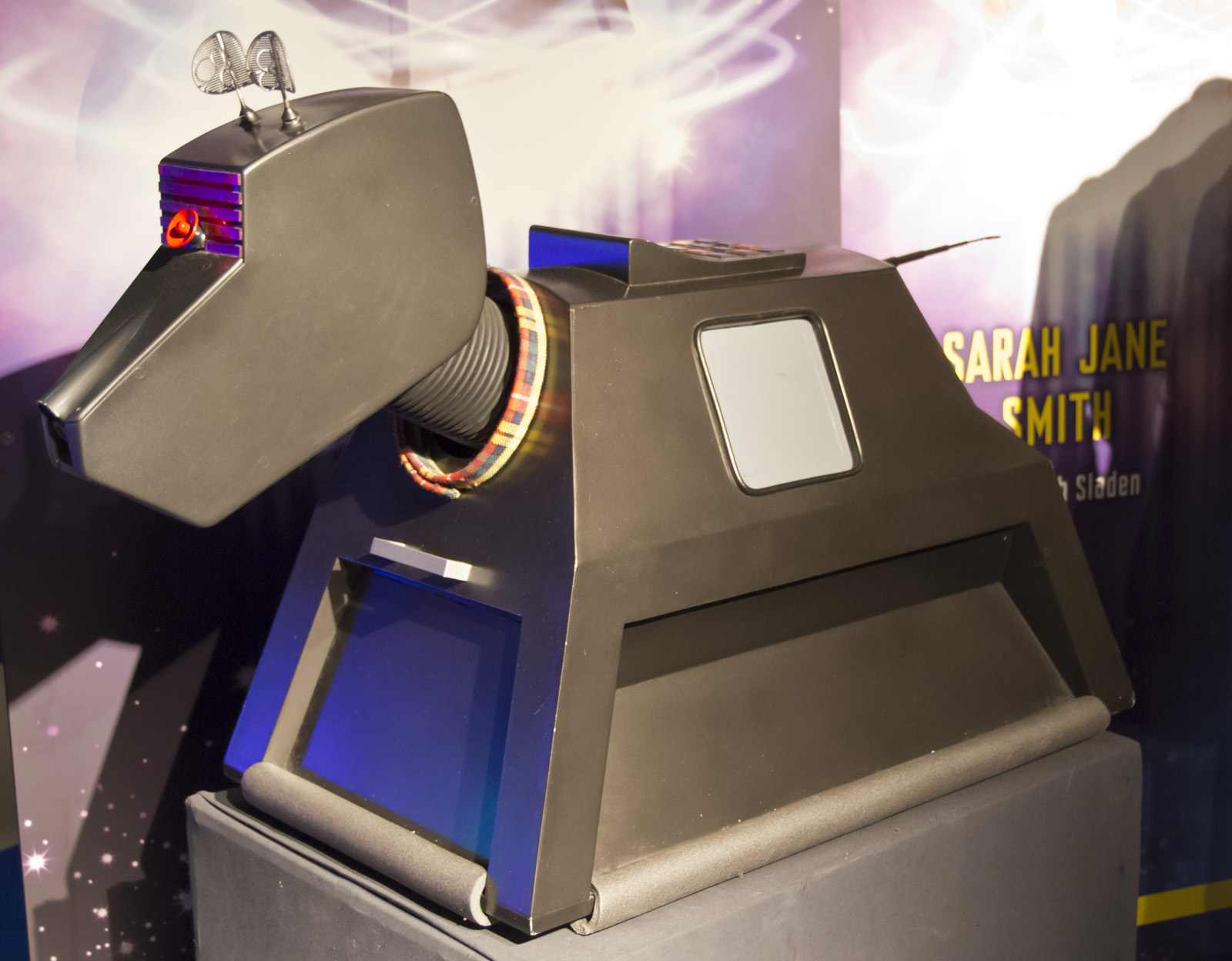
K-9 på museet Doctor Who Experience i Cardiff.

K-9 var en robothund som förekom i flera upplagor i både den gamla och nya serien, samt i flera spin-off-serier. Den första K-9 var en gåva till fjärde doktorn av vetenskapsmannen professor Marius i säsong 15. K-9 uttalas på engelska som "Kay nine", precis som det engelska ordet canine som betyder hund.

### Kate Lethbridge-Stewart
Dottern till Alastair. Hon tog över rollen som ledare för UNIT efter att hennes pappa dog. Hon har varit en återkommande karaktär i enstaka äventyr med den elfte, tolfte, trettonde, fjortonde och femtonde doktorn. Kate spelas av Jemma Redgrave.

## Spin-off-serier
Doctor Who har gett upphov till ett flertal mer eller mindre framgångsrika avläggare. Dessa inkluderar bland annat K-9 and Company (1981), Torchwood (2006), The Sarah Jane Adventures (2007), där Elisabeth Sladen återkommer till rollen som Sarah Jane Smith i en äventyrsserie som är specifikt riktad till en yngre publik, Class (2016) samt K-9 Adventures (2007/2008). 
Torchwood har visats i fyra säsonger. Den första säsongen sändes 2006 och den sista 2011 i form av en miniserie med 4 avsnitt. En av huvudkaraktärerna Jack Harkness (John Barrowman) var följeslagare till Doktorn under andra halvan av säsong 1 och han lämnades kvar av Doktorn i "The Parting of the Ways". Gästskådespelare i serien är bland annat Freema Agyeman, som återkom i rollen som Martha Jones, och James Marsters, mest känd för sin roll som Spike i Buffy och vampyrerna.
Det första avsnittet av The Sarah Jane Adventures, ett timslångt specialavsnitt visades på nyårsdagen 2007 och TV-serien (bestående av tio 25-minutersavsnitt) började sändas den 24 september 2007 med dubbelavsnittet Revenge of the Slitheen. The Sarah Jane Adventures lades ner 2011 efter Elisabeth Sladens död i cancer samma år.